# Cepolidae (gastéropodes)
Pour les articles homonymes, voir Cepolidae.
Famille
Les Cepolidae sont une famille d'escargots, des mollusques gastéropodes terrestres.

## Liste des genres
Selon BioLib (30 juillet 2024) :
- Bellacepolis Pilsbry in Baker, 1943
- Cepolis Montfort, 1810
- Coryda Albers, 1850
- Cysticopsis Mörch, 1852
- Dialeuca Albers, 1850
- Euclastaria Pilsbry, 1926
- Eurycampta Martens in Albers, 1860
- Guladentia Clench & Aguayo, 1951
- Hemitrochus Swainson, 1840
- Jeanneretia L. Pfeiffer, 1877
- Levicepolis Baker, 1943
- Plagioptycha L. Pfeiffer, 1855
- Polymita Beck, 1837
- Setipellis Pilsbry, 1926
- Taenioraphe Pilsbry, 1933